# Edin Bavčić
Pour les articles homonymes, voir Edin.
Edin Bavčić (né le 5 juin 1984 à Foča dans la République socialiste de Bosnie-Herzégovine en Yougoslavie) est un ancien joueur bosnien de basket-ball.

## Carrière
Edin Bavčić commence sa carrière professionnelle au KK Bosna. Il est recruté par les Raptors de Toronto au 56e rang lors de la draft 2006. Pour la saison 2008-2009, Bavčić rejoint l'équipe turque de Kepez Belediyespor, puis termine la saison au Cologne 99ers. La saison suivante, il porte la maillot de l'Union Olimpija. Il rejoint en 2010 le club italien de Brindisi.

## Palmarès
- Ligue internationale des Balkans 2015
- Vainqueur du Match des Champions 2012
- Coupe de Slovénie 2010
- Supercoupe de Slovénie 2010
- Champion de Bosnie-Herzégovine 2005, 2006
- Coupe de Bosnie-Herzégovine 2005